# Georgeta Stoica
Georgeta Stoica (n. 24 ianuarie 1932 – d. 30 iulie 2025) a fost o etnologă, muzeoloagă  și cercetătoare română, membră de onoare al Academiei Române din 2016.

## Biografie
Stoica a absolvit  Facultatea de Istorie a Universității din București (1954).
A fost director director general al Muzeului Național al Statului „Dimitrie Gusti” (2002-2004).

## Distincții
- Premiul „Bogdan Petriceicu Hașdeu” Academiei Române, 1983[4]
- Premiul Comitetului de Arhitectură Vernaculară din Balcani, Veria[4]
- Premiul de excelență al Comitetului Național Român ICOM, 2002[4]
- Ordinul Național Serviciul Credincios în grad de Cavaler, 2024[5]